# Marie-Denise Villers

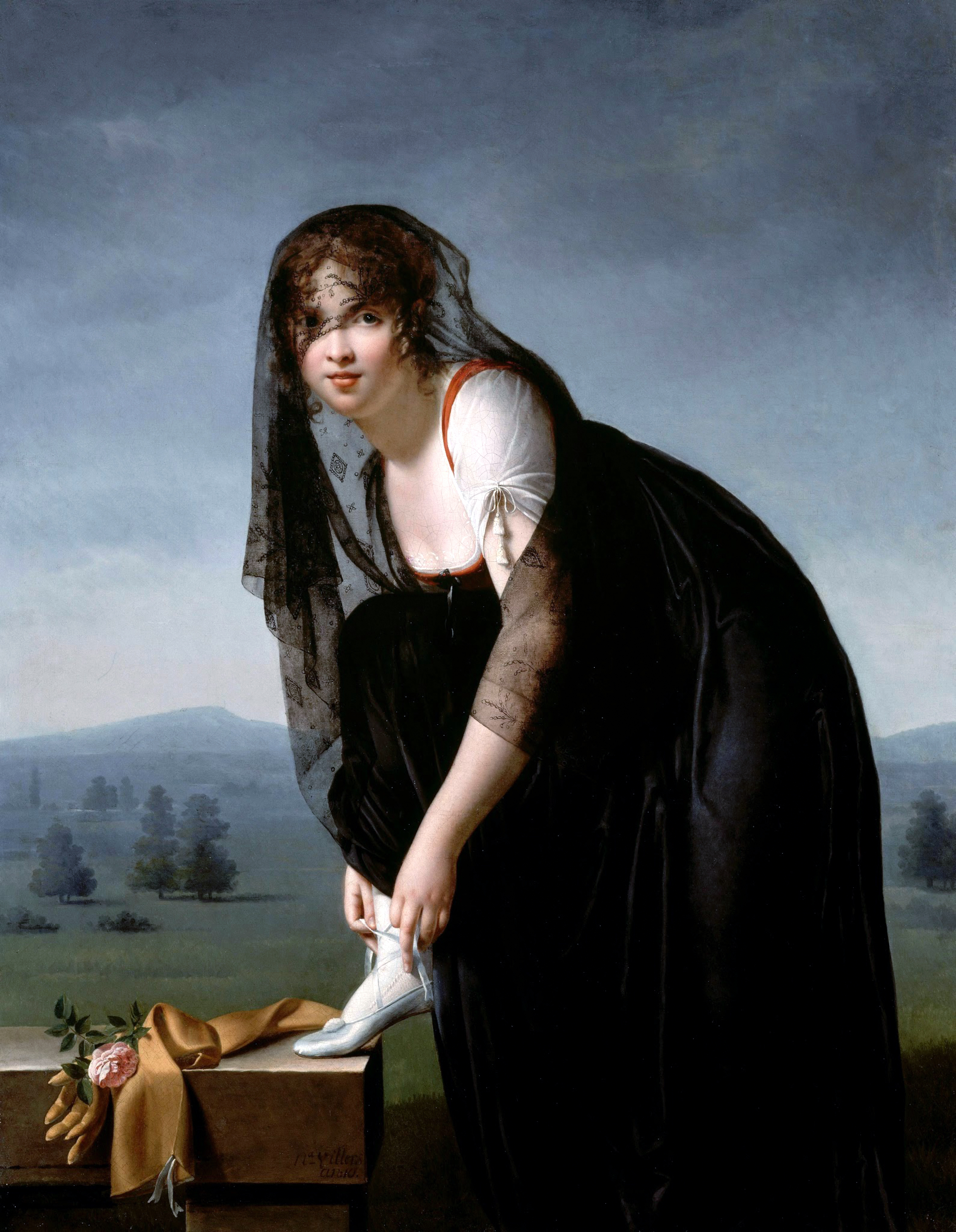
Portrait présumé de Madame Soustras, 1802, Viện bảo tàng Louvre, Paris

Marie-Denise Villers (1774-1821) là một họa sĩ người Pháp, chuyên về vẽ chân dung theo trường phái Tân cổ điển.

## Tiểu sử
Marie-Denise Villers với tên nhũ danh là Marie-Denise Lemoine sinh năm 1774 tại Paris, là con gái của Charles Lemoine và Marie-Anne Rousselle. Chị cô Marie-Victoire Lemoine (1754-1820) và Marie-Elisabeth Lemoine cũng đã hoạt động như là họa sĩ vẽ chân dung. Marie-Denise Lemoine kết hôn năm 1794 với sinh viên kiến trúc Michel-Jean-Maximilien Villers. Ít có thông tin về thời trẻ của Marie-Denise Villers, nhưng được biết là bà đã có tiếp xúc sớm với hội họa, qua người chị gái lớn hơn 20 tuổi là Marie-Victoire và người chị họ Jeanne-Élisabeth Chaudet (1767–1832). Bà theo học vẽ với họa sĩ Pháp Anne-Louis Girodet-to Trioson, Ngoài ra, bà cũng đã theo học François Gérard và Jacques-Louis David.
Bà trưng bày tác phẩm nghệ thuật lần đầu ở phòng trưng bày Salon de Paris vào năm VII (1799). Tác phẩm Jeune femme dessinant (Chân dung của một người phụ nữ trẻ đang vẽ) năm 1801, được trao một giải thưởng trị giá 1500 francs và các nhà phê bình coi đó như một chân dung tự họa. Tranh "Étude d'une jeune femme assise sur une Fenêtre" được trưng bày tại Salon năm 1801 và vào năm 1802 một bức tranh mang tên "Un enfant dans son berceau, entraîné par les eaux de l'inondation du mois de nivôse an X". Tác phẩm cuối cùng được biết của bà là một bức chân dung của nữ công tước xứ Angoulême, thực hiện năm 1814.
Sau khi bà qua đời vào năm 1821, tên tuổi của bà bị chìm vào quên lãng và chỉ được tái phát hiện vào những năm cuối thế kỷ 19. Tác phẩm của bà thường bị nhầm lẫn hay là gán cho là của Girodet-Trioson và Jacques-Louis David. Một trong những tác phẩm nổi tiếng nhất của bà, Jeune femme dessinant (Chân dung của một người phụ nữ trẻ đang vẽ) chỉ được xác nhận là của bà kể từ năm 1996.

## Một số tác phẩm
- La Peinture, Une Bacchante endormie, 1799.
- Étude d’une jeune femme assise sur une fenêtre, 1800-1801.
- Jeune femme dessinant, anciennement titré Portrait de Mlle Charlotte du Val d’Ognes, 1801, New York, Metropolitan Museum of Art
- Une étude de femme d’après nature, Portrait présumé de Madame Soustras, Bảo tàng Louvre, Paris.
- Étude d’une femme à sa toilette, Un portrait, 1801.
- Un enfant dans son berceau, entrainé par les eaux de l’inondation du mois de Nivôse an X, 1802.
- Un enfant dans son berceau, entrainé par les eaux de l’inondation du mois de Nivôse an X, taille réduite de l’œuvre de 1802, 1810.
- Une petite fille blonde, tenant une corbeille de jonc remplie de fleurs; figure de grandeur naturelle, à mi-corps; elle est vêtue d’une robe rouge, sur fond de paysage, trước 1813.
- Portrait de la duchesse d’Angoulême, 1814.